# Oranjekruinmanakin
De oranjekruinmanakin (Heterocercus aurantiivertex) is een zangvogel uit de familie Pipridae (manakins).

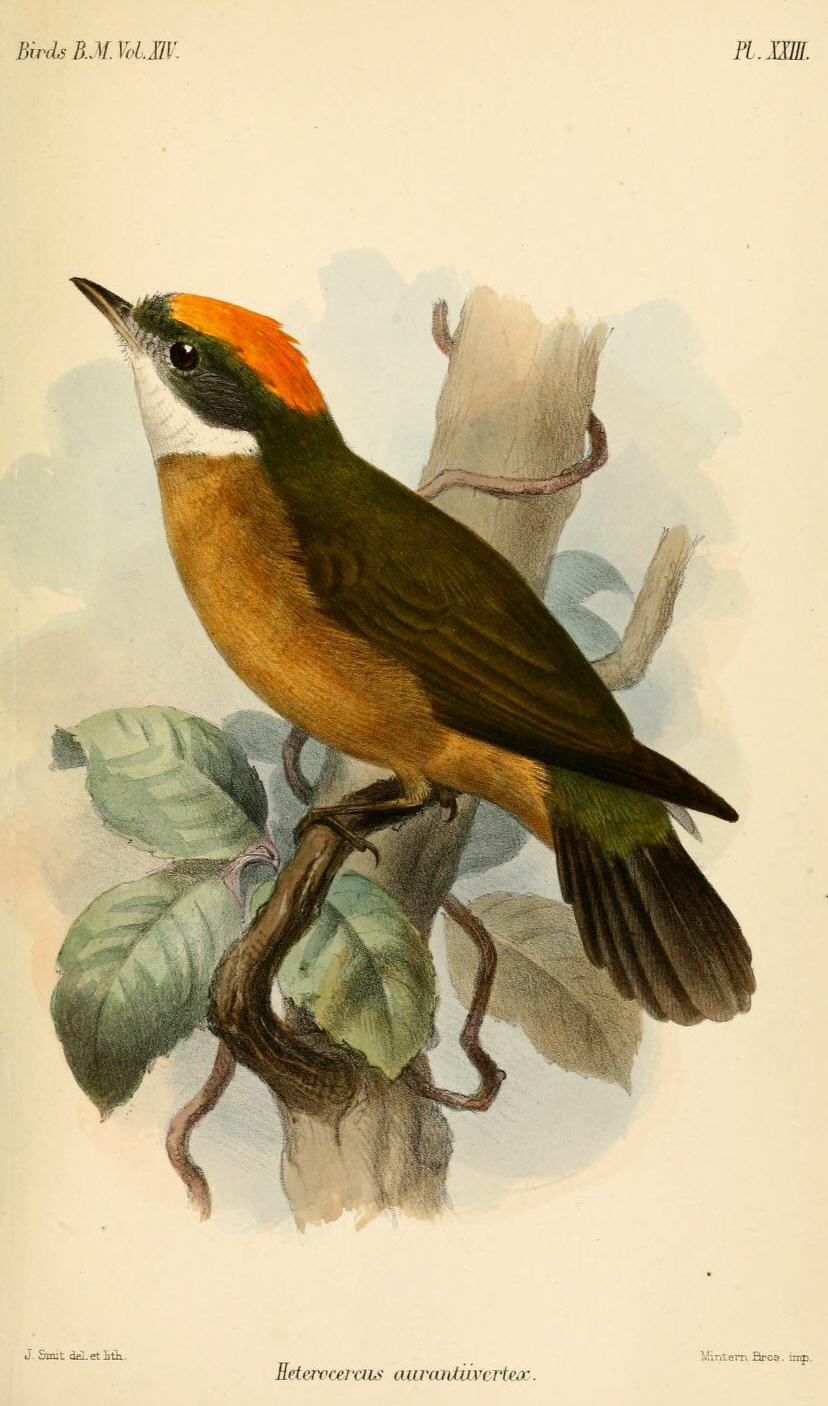

## Verspreiding en leefgebied
Deze soort komt voor in oostelijk Ecuador en noordelijk Peru.

## Status
De grootte van de populatie is niet gekwantificeerd maar de soort wordt omschreven als vrij algemeen in geschikt habitat. Op de Rode lijst van de IUCN heeft deze soort de status niet bedreigd.